# デジテック
株式会社デジテックは、兵庫県姫路市に本拠を置く、店舗の内外装及び店舗プロデュース、デザイン、コンサルティング、マーケティングを行う日本の企業。
現在の代表取締役は安原康平（創業者）。1995年、兵庫県姫路市にてシャッターアート専門の「PSファクトリー」を創業。2000年4月7日に有限会社デジテックに改組、2009年11月に現在の株式会社デジテックに改組。
社名のデジテックとは「デジタル」と「テクノロジー」を合わせた造語である。
安原が創業した1995年の12月にwindows95が発売され、これからはデジタルの時代だと早速パソコン一式と大型カッティングプロッター、システム稼働用プログラムを導入する。またいち早くホームページ制作にも取り組み、1996年時点で兵庫県内の看板関連企業ではYahoo!に登録される唯一の業者であった。2000年頃には風水や「気」に詳しい担当者を置き、企業名や入口の方向、配色についてもアドバイスを行っていた。

## 沿革
創業者の安原は神戸本社の会社に勤めていたが、震災後の街並みを見て、街を明るくするようなシャッター・アートを作ったらどうかと着想し姫路で企業。2000年には、情報化の拠点とするため神戸にも進出した。
- 1995年（平成7年）9月 - PSファクトリー創業。
- 1997年（平成9年）1月 - 社名をデジタルテックPSFに改名。
- 2000年（平成12年）4月 - 有限会社デジテックに改名。
- 2009年（平成21年）
  - 10月 - 一般社団法人兵庫創業支援センター設立。
  - 11月 - 株式会社に組織変更し本社を姫路市役所前に移転。
- 2010年（平成22年）
  - 9月 - 厚生労働省及び独立行政法人雇用・能力開発センターによる職業訓練実施機関に認定。
  - 11月 - デザインクリエイトコースの職業訓練校開校。
- 2016年（平成28年）10月 - 本社を姫路市飾磨区西浜町に移転。